# Thomas Savage (scrittore)
Thomas Savage (Salt Lake City, 25 aprile 1915 – Virginia Beach, 25 luglio 2003) è stato uno scrittore statunitense noto per i suoi romanzi western ambientati in Montana.

## Biografia
Nato a Salt Lake City, nello Utah, crebbe in un ranch del Montana dopo il divorzio dei genitori, prendendo il cognome del patrigno. Studiò scrittura all'università dello Stato e nel 1939, mentre frequentava il college, conobbe e sposò Elizabeth Savage (nata Fitzgerald), figlia del suo professore e anch'essa futura scrittrice.
Savage riprese il cognome del padre in occasione della pubblicazione del suo primo romanzo, The Pass (1944). Prima di avere successo come scrittore, provvedeva a moglie e figli lavorando come mandriano al ranch di famiglia, saldatore, operaio alle ferrovie e professore di letteratura alla Suffolk University. Nel 1948, il suo secondo romanzo, L'erede dei Bart, sulla giovane figlia del proprietario di un ranch che si innamora di un uomo di fatica assunto dal padre, venne acquistato per 500 000 dollari dalla Columbia Pictures con il progetto (mai concretizzatosi) di ricavarne un film, solo pochi mesi dopo che Savage si era visto rifiutare un prestito di 500 dollari dalla banca. Da allora, a eccezione di alcune supplenze alla Brandeis University e un anno di insegnamento al Vassar College nel 1958, poté dedicarsi esclusivamente alla scrittura.
Nei suoi romanzi «sobri e sensibili», Savage attingeva alle esperienze fatte crescendo in ranch e città rurali, di cui descriveva il provincialismo, la solitudine e l'atmosfera opprimente che aveva sperimentato sulla propria pelle: era infatti omosessuale, cosa di cui informò la moglie al momento del loro fidanzamento, che sperava capace di "guarirlo". Nel 1960 ebbe però una relazione extraconiugale di un anno col più giovane Tomie dePaola (divenuto poi famoso come autore di libri per l'infanzia), durante la quale abbandonò di fatto la propria famiglia, evento che comportò una rottura nel suo rapporto coi figli. Tornò al romanzo nel 1967 con quella che viene considerata la sua opera migliore, Il potere del cane, su due fratelli in un ranch degli inizi del XX secolo, uno buono e l'altro cattivo, il cui rancore è alimentato dalla sua omosessualità repressa e dalla sua misoginia. Per i personaggi tipo che ricorrevano nei suoi romanzi, Savage soleva ispirarsi ai membri della famiglia di sua madre e di quella del patrigno che ricordava da piccolo.
Nel 1979 ricevette la Guggenheim Fellowship. Il suo tredicesimo e ultimo romanzo, The Corner of Rife and Pacific, fu finalista al premio PEN/Faulkner per la narrativa nel 1989. Dopo la morte della moglie avvenuta lo stesso anno, si trasferì da Georgetown, dove aveva vissuto per trent'anni, a Virginia Beach, dove convisse apertamente con un uomo e dove morì nel 2003 all'età di ottantotto anni.
Nonostante la sua carriera letteraria, durata quarant'anni, sia stata caratterizzata da un apprezzamento critico ampio e costante, Savage non godette mai di grande fama presso il pubblico e non ebbe mai tra le mani un best seller. Cominciò a essere riscoperto nel corso dei suoi ultimi anni di vita dopo la ristampa de Il potere del cane e de La regina delle greggi (ispirato dalla scoperta negli anni Settanta dell'esistenza di una sorella di cui non era a conoscenza) da parte di Little, Brown and Company nel 2001, di cui il primo accompagnato da una postfazione «entusiasta» di Annie Proulx. Questa riedizione interessò la regista neozelandese Jane Campion, che nel 2021 traspose Il potere del cane al cinema in un film omonimo.

## Romanzi
- The Pass (1944)
- Lona Hanson (1948)
  -  L'erede dei Bart, traduzione di Velia Mirri, Milano, Baldini & Castoldi, 1954.
- A Bargain with God (1953)
  -  Un buon affare con Dio, traduzione di Cenzi Alessandroni, Milano, Mursia, 1963.
- Trust in Chariots (1961)
- The Power of the Dog (1967)
  -  Il potere del cane, traduzione di Luisa Corbetta, Milano, Ponte alle Grazie, 2003, ISBN 978-88-792-8590-2.
- The Liar (1969)
- Daddy's Girl (1970)
- A Strange God (1974)
- Midnight Line (1976)
- I Heard My Sister Speak My Name (1977, riedito come The Sheep Queen nel 2001)
  -  La regina delle greggi, traduzione di Stefano Beretta, Milano, Ponte alle Grazie, 2004, ISBN 978-88-792-8584-1.
- Her Side of It (1981)
- For Mary with Love (1983)
- The Corner of Rife and Pacific (1988)